# Saluda, Virginia
Saluda är administrativ huvudort i Middlesex County i Virginia. Saluda har varit huvudort i countyt sedan 1849 och domstolsbyggnaden av John P. Hill byggdes 1852–1853. Vid 2010 års folkräkning hade Saluda 769 invånare.